# 水雷戦隊
水雷戦隊（すいらいせんたい）は、機雷・魚雷・爆雷などを使った水雷戦を行うことを目的に編成された、大日本帝国海軍の部隊の一つ。略字はSd。

## 概要
水雷戦隊は日本海軍の部隊で、軍艦1隻と、駆逐艦3隻もしくは4隻からなる駆逐隊を、2隊以上束ねて編制されている。
1914年（大正3年）に第一次世界大戦に備えた戦時編制で初めて編成され、主に水雷戦を行った。
日清戦争や日露戦争時代の水雷艇隊や駆逐隊は貨客船を改造した水雷母艦を、第一次世界大戦期の水雷戦隊は装甲巡洋艦を旗艦とする事が多かった。その後、駆逐艦の性能向上や想定戦場の変遷にともない高速力と航続力を備えた防護巡洋艦が水雷戦隊旗艦となり、さらに雷撃力と各種性能を向上させた軽巡洋艦が旗艦となった。
太平洋戦争では、駆逐艦が旗艦になることも散見される。水雷戦隊の指揮官は司令官と呼ばれ、通常少将が任命された。
また駆逐隊の指揮官は駆逐隊司令と呼ばれ、通常大佐もしくは中佐が任命された。なお、駆逐隊の略字はdgである。
アメリカ海軍主力艦隊を仮想敵とした漸減邀撃作戦では、日本海軍の水雷戦隊は戦艦部隊に匹敵する重要戦力と位置づけられていた。夜間に敵主力艦隊に肉薄し、雷撃戦により敵戦艦を撃破することを想定していた。
第二次世界大戦では練習戦隊を含め最大7個の水雷戦隊が編成された。太平洋戦争においては日本海軍が開戦前に想定していたような日米艦隊決戦は生起せず、水雷戦隊は輸送作戦（鼠輸送）やその護衛部隊として各地の局地戦に投入され、戦果を挙げると同時に大きな被害をうけた。
1945年（昭和20年）4月7日の坊ノ岬沖海戦で、旗艦「矢矧」と参加駆逐艦8隻中4隻を喪失した第二水雷戦隊が同月20日に解隊される。5月20日に十一水戦と第三十一戦隊で海上挺進部隊が編成されたが、7月15日に第十一水雷戦隊も解隊され、ここに全ての水雷戦隊が解隊した。

## 解説

### 対米戦での位置付け
日露戦争以後、日本海軍はアメリカ海軍を仮想敵として戦略を立てるようになった。ワシントン海軍軍縮条約とロンドン海軍軍縮条約で海軍力に制限がかけられると、漸減邀撃作戦を元に兵力優勢な敵主力艦隊への対抗手段を立案した。数的劣勢を強いられた日本海軍の駆逐艦は個艦性能を充実させ、それらを統一的に運用する水雷戦隊は漸減作戦を実施するため雷撃能力に特化した性格をもち、対空・対潜・海上護衛という側面は後回しにされた。
太平洋戦争直前の日本海軍が想定していた日米艦隊決戦において、水雷戦隊は戦艦部隊に匹敵する対米戦の機軸戦力になりつつあった。決戦部隊は主力部隊（第一艦隊を基幹とする戦艦部隊、昼間砲撃戦をおこなう）と、前進部隊（第二艦隊司令長官を指揮官とする重巡洋艦と水雷戦隊）に区分されていた。水雷戦隊が独力で敵警戒部隊を排除・突破して敵主力艦隊へ雷撃をおこなうことは不可能と判断され、水雷戦隊に重巡洋艦戦隊を組み合わせて運用することになっていた。
昼間戦時は、まず航空決戦が行われて日本軍が制空権を掌握し、その制空権下で水上艦同士の艦隊決戦がおこなわれる。日本側の決戦部隊は第二艦隊司令長官が指揮する前衛部隊と、第一艦隊司令長官が指揮する本隊に分離して接敵し、前衛部隊は巡洋戦艦1個戦隊・巡洋艦3～4個戦隊・2個水雷戦隊（二水戦、四水戦）・重雷装艦2隻を、主隊は戦艦2個戦隊、巡洋艦1～2個戦隊、2個水雷戦隊（一水戦、三水戦）を擁する。巡洋戦艦（金剛型戦艦）は砲撃力で敵巡洋艦部隊を圧倒し、重雷装艦（北上、大井）を含む日本巡洋艦部隊の雷撃を支援する。つづいて本隊の戦艦部隊は敵主力艦を、巡洋艦部隊は敵護衛艦艇を攻撃する。日本軍水雷戦隊は巡洋艦の火力支援下で敵主力艦に肉薄し、雷撃をおこなう。
太平洋戦争開戦時の夜戦部隊は、以下の通りであった。
- 第二艦隊司令長官（夜戦部隊指揮官）直率部隊（高雄型重巡洋艦4隻の第四戦隊）
- 支援隊（金剛型戦艦4隻の第三戦隊）
- 第一夜戦群（第一夜戦隊、第二夜戦隊）
  - 第一夜戦隊（妙高型重巡洋艦3隻の第五戦隊、第二水雷戦隊）
  - 第二夜戦隊（最上型重巡洋艦4隻の第七戦隊、第四水雷戦隊）
- 第二夜戦群（第三夜戦隊、第四夜戦隊）
  - 第三夜戦隊（古鷹型と青葉型重巡洋艦の第六戦隊、第一水雷戦隊）
  - 第四夜戦隊（利根型重巡洋艦2隻の第八戦隊、第三水雷戦隊）

第四戦隊と第三戦隊は第一夜戦群、第二夜戦群に含まれず、火力支援と夜戦全体の指揮をおこなった。

## 第一水雷戦隊
略称は一水戦。主力の戦艦部隊（第一艦隊）を護衛するための水雷戦隊であり、第二艦隊の所属である第二水雷戦隊よりやや旧式の駆逐艦で構成された。太平洋戦争開戦直前に想定していた日米艦隊決戦における夜戦では、一水戦と第六戦隊（青葉、加古、衣笠、古鷹）で第三夜戦隊を編成する。太平洋戦争開戦時は、引き続き第一艦隊に所属していた。第一水雷戦隊司令官および阿武隈と第17駆逐隊は南雲機動部隊警戒隊として真珠湾攻撃やセイロン沖海戦に至るまで第一航空艦隊（司令長官南雲忠一中将）と行動を共にし、第6駆逐隊や第21駆逐隊は南方作戦に、第27駆逐隊は第五航空戦隊と共に珊瑚海海戦に参加するなど、分散して行動した。
第二段作戦から北方に転戦し、北方部隊（指揮官は第五艦隊司令長官細萱戊子郎中将）の指揮下でアリューシャン列島の作戦に従事した（アリューシャン方面の戦い、アッツ島増援作戦、アッツ島沖海戦など）。ただしミッドウェー作戦時の第27駆逐隊と第24駆逐隊は、連合艦隊旗艦大和を基幹とする主力部隊に所属していた。また一水戦所属だった第17駆逐隊が新編の第十戦隊へ転出し、一方で第十戦隊の第7駆逐隊（潮、漣、曙）が北方部隊に編入されてアリューシャン作戦に参加した。大規模な水上戦闘はアッツ島沖海戦が生起したのみで、北方部隊麾下の駆逐艦は空襲や敵潜水艦により損耗した。
1943年（昭和18年）4月1日、北方方面を担当する第五艦隊（司令長官河瀬四郎中将）に制式に編入された。6月6日、旗艦阿武隈座乗中の第一水雷戦隊司令官森友一少将が脳溢血で指揮不能になり、ビスマルク海海戦で負傷し療養中の木村昌福少将（前職、第三水雷戦隊司令官）が第一水雷戦隊司令官に補職された。
7月のキスカ島撤退作戦以後は、第五艦隊の僚艦と共に北海道や千島列島の防備を担当した。
1944年（昭和19年）2月15日には第五艦隊司令長官が志摩清英中将に代わる。
6月中旬にサイパン島の戦いがはじまると、一水戦を含む第五艦隊、戦艦山城、第十一水雷戦隊によるサイパン島逆上陸作戦が立案された。
捷号作戦では第二遊撃部隊に所属し、小沢機動部隊の水上兵力の基幹であった。ところが台湾沖航空戦で残敵掃討のため先行して出撃を命じられ、その後の所属と作戦計画は混乱を極めた。結局、10月下旬のレイテ沖海戦では志摩艦隊としてスリガオ海峡に突入するが、10月25日の夜戦で一水戦旗艦の軽巡阿武隈が被雷したため（退避中の10月26日に沈没）、木村昌福司令官は駆逐艦霞に将旗を掲げた。つづいて一水戦はレイテ島の戦いに伴う強行輸送作戦（多号作戦）に従事した。
同時期、阿武隈の代艦として軽巡木曾が内地からフィリピンへ派遣されるが、マニラ到着直後に空襲をうけて大破着底する。また11月中旬の第三次多号作戦で旗艦島風沈没と共に第二水雷戦隊司令部が全滅したため、第一水雷戦隊は二水戦に改編される形で解隊された。

### 沿革
- 1914年8月18日：巡洋艦音羽などで第一艦隊隷下に編制された。司令官は藤本秀四郎少将。
- 1917年2月7日：一時解散となる。（1918年4月25日まで）
- 1933年11月15日：町田進一郎少将が司令官[79]。
- 1935年11月15日：南雲忠一少将が司令官就任[80]。
- 1940年10月15日：大森仙太郎少将が司令官就任[81]。
- 1942年11月5日：森友一少将が司令官就任[82]。
- 1943年4月1日：第五艦隊に編入[61]。
- 1943年6月6日：森少将が阿武隈艦上で脳溢血により伏臥。同月8日木村昌福少将が司令官就任[83]。
- 1944年10月26日：阿武隈沈没、乗組員は駆逐艦潮に救助される[84]。
- 1944年11月13日：マニラ空襲により多号参加艦艇に大被害、木曾が大破着底[85]。
- 1944年11月20日：解隊、第二水雷戦隊へ編入[86]。木村少将は二水戦司令官へ[87]、一水戦参謀以下も二水戦参謀となる[88]。

### 編制
1939年11月15日　昭和十五年度艦隊編制（第一艦隊所属）
- 阿武隈
  - 第二駆逐隊：村雨、夕立、春雨、五月雨
  - 第二十四駆逐隊：海風、山風、江風、涼風
  - 第二十七駆逐隊：有明、夕暮、白露、時雨

1940年11月15日　昭和十六年度艦隊編制（第一艦隊所属）
- 阿武隈 艦長村山清六大佐（1940年11月1日から）
  - 第六駆逐隊：雷、電、響、暁
  - 第七駆逐隊：曙、潮、漣、朧
  - 第二十一駆逐隊：初春、子日、初霜、若葉
  - 第二十七駆逐隊：有明、夕暮、白露、時雨

1941年11月5日（機密連合艦隊命令作第一号）　南雲機動部隊警戒隊（第一航空艦隊所属）
- 阿武隈（警戒隊旗艦、大森仙太郎第一水雷戦隊司令官）[94]
  - 第十七駆逐隊：谷風、浦風、浜風、磯風
  - 第十八駆逐隊：不知火、霞、陽炎、霰
  - 第五航空戦隊：秋雲

旗艦の阿武隈と第17駆逐隊は真珠湾攻撃にむかう機動部隊（指揮官南雲忠一第一航空艦隊司令長官）の警戒隊として参加した。これは、第一航空艦隊所属の駆逐艦が旧式であり航続力が短いためであった。大森少将（阿武隈）はセイロン沖海戦が終わって日本本土に帰投するまで警戒隊指揮官を務め、他部隊からの編入艦を指揮した。
1941年12月10日　太平洋戦争開戦時の編制（第一艦隊所属）
- 阿武隈
  - 第六駆逐隊：雷、電、響、暁
  - 第十七駆逐隊：浦風、磯風、谷風、浜風
  - 第二十一駆逐隊：初春、子日、若葉、初霜
  - 第二十七駆逐隊：有明、夕暮、白露、時雨

1942年4月10日　セイロン沖海戦後の編制（第一艦隊所属）
- 阿武隈
  - 第六駆逐隊：雷、電、響、暁
  - 第二十一駆逐隊：初春、子日、初霜、若葉
  - 第二十四駆逐隊[99]：海風、山風、江風、涼風
  - 第二十七駆逐隊：有明、夕暮、白露、時雨

1942年7月14日　ミッドウェー海戦後の編制（第一艦隊所属）
- 阿武隈
  - 第六駆逐隊：雷、電、響、暁
  - 第二十一駆逐隊：初春、子日、初霜、若葉

1943年4月1日　ガダルカナル島撤退後の編制（第五艦隊所属）
- 阿武隈
- 木曾[61]（阿武隈が修理で不在の間、臨時の一水戦旗艦）[100]
  - 第九駆逐隊[注 13]：朝雲、白雲、薄雲
  - 第二十一駆逐隊：初春、初霜、若葉

1943年7月29日　キスカ島撤退作戦（第二期、第二次撤退作戦）時の編成（機密北方部隊命令作第20号）　
- 総指揮官：河瀬四郎第五艦隊司令長官
- 指揮官：木村昌福第一水雷戦隊司令官
  - 主隊/第五艦隊司令長官：多摩〈第五艦隊臨時旗艦〉
  - 収容隊/第一水雷戦隊司令官：阿武隈、木曾、
  - 収容駆逐隊/第十駆逐隊司令：第十駆逐隊（夕雲、風雲、秋雲）、第六駆逐隊（響）、第九駆逐隊（朝雲、薄雲）
  - 第一警戒隊/第二十一駆逐隊司令：第二十一駆逐隊（若葉、初霜）、第三十一駆逐隊（長波）
  - 第二警戒隊/島風駆逐艦長：島風、五月雨
  - 補給隊/日本丸監督官：タンカー日本丸、海防艦国後
  - 幌筵待機部隊：重巡洋艦那智、摩耶、特設巡洋艦粟田丸

若葉、初霜、国後、日本丸は幌筵島を出航するも、キスカ島到達前に離脱
1944年4月1日　戦時編制制度改定後の編制（第五艦隊所属）
- 阿武隈
  - 第七駆逐隊：曙、潮
  - 第十八駆逐隊（第九駆逐隊を改称）[108]：薄雲、霞、不知火

1944年8月15日　マリアナ沖海戦後の編制（第五艦隊所属）
- 阿武隈
  - 第七駆逐隊：曙、潮
  - 第十八駆逐隊：薄雲、霞、不知火
  - 第二十一駆逐隊：初春、初霜、若葉

### 歴代司令官
- 岡田啓介少将：1914年（大正3年）12月1日～
- 土屋光金少将：1915年（大正4年）5月1日～
- 岩村俊武少将：1915年（大正4年）12月13日～
- 松村龍雄少将：1916年（大正5年）9月1日～
- 田所広海少将：1916年（大正5年）12月1日～1917年（大正6年）2月7日　※一時解隊
- 中島資朋少将：1918年（大正7年）4月25日～
- 島内桓太少将：1919年（大正8年）12月1日～
- 大谷幸四郎少将：1921年（大正10年）12月1日～
- 長沢直太郎少将：1922年（大正11年）12月1日～
- 中村良三大佐：1923年（大正12年）11月6日～　※司令官心得
- 中村良三少将：1923年（大正12年）12月1日～
- 高橋律人少将：1924年（大正13年）12月1日～
- 八角三郎少将：1925年（大正14年）12月1日～
- 高橋寿太郎少将：1926年（大正15年）12月1日～
- 岡田郁男少将：1927年（昭和2年）12月1日～
- 市村久雄少将：1928年（昭和3年）12月10日～
- 後藤章少将：1929年（昭和4年）11月30日～
- 岩村兼言少将：1930年（昭和5年）10月14日～
- 有地十五郎少将：1931年（昭和6年）12月1日～
- 町田進一郎少将：1933年（昭和8年）11月15日～
- 南雲忠一少将：1935年（昭和10年）11月15日[80] ～
- 斎藤二朗少将：1936年（昭和11年）12月1日[109] ～
- 吉田庸光少将：1937年（昭和12年）1月26日 ～ 1938年（昭和13年）11月15日[110]
- 栗田健男少将：1938年（昭和13年）11月15日[110] ～ 1939年（昭和14年）11月25日[111]
- 河瀬四郎少将：1939年（昭和14年）11月25日[111] ～ 1940年（昭和15年）10月15日[81]
- 大森仙太郎少将：1940年（昭和15年）10月15日[81] ～ 1942年（昭和17年）11月5日[82]
- 森友一少将：1942年（昭和17年）11月5日[82] ～ 1943年（昭和18年）6月8日[83]
- 木村昌福少将：1943年（昭和18年）6月8日[83] ～ 1944年（昭和19年）11月20日[87]（第二水雷戦隊へ改編）

## 第二水雷戦隊
略称は二水戦。前進部隊であり、強力な装備と長大な航続力が要求され、常に最新の駆逐艦が投入された。艦隊決戦における夜戦では、二水戦と第五戦隊（妙高、那智、羽黒）により第一夜戦隊を編成した。
太平洋戦争開戦時は引き続き第二艦隊に所属し、南方作戦にともなう比島作戦や蘭印作戦に参加した。ミッドウェー作戦では輸送船団の護衛部隊となった。1942年（昭和17年）7月以降は、二水戦にも白露型駆逐艦が配備された。
1943年（昭和18年）7月中旬のコロンバンガラ島沖海戦で旗艦神通が沈没し、二水戦司令部は全滅する。日本海軍は、二水戦と第四水雷戦隊を統合して二水戦を再建した（第四水雷戦隊司令官高間完少将が二水戦司令官に補職、旗艦長良）。
1944年（昭和19年）11月中旬の多号作戦で旗艦島風が沈没して二水戦司令部は全滅し、第一水雷戦隊司令部を二水戦に転用した（第一水雷戦隊司令官木村昌福少将が二水戦司令官に補職）。また第十戦隊を解隊し、同部隊所属の陽炎型駆逐艦や秋月型駆逐艦を編入した。
1945年（昭和20年）4月7日の坊ノ岬沖海戦で所属艦の大半を喪失し、4月20日付で第二艦隊と共に解隊された。所属艦の変遷や歴代司令官など、詳細は当該記事を参照のこと。

### 編制
1941年12月10日　太平洋戦争開戦時の編制（第二艦隊所属）
- 神通
  - 第八駆逐隊：朝潮、満潮、大潮、荒潮
  - 第十五駆逐隊：黒潮、親潮、早潮、夏潮
  - 第十六駆逐隊：初風、雪風、天津風、時津風
  - 第十八駆逐隊：霞、霰、陽炎、不知火

第18駆逐隊は真珠湾攻撃部隊の警戒隊として参加した。
1942年4月10日　セイロン沖海戦後の編制（第二艦隊所属）
- 神通
  - 第十五駆逐隊：黒潮、親潮、早潮
  - 第十六駆逐隊：初風、雪風、天津風、時津風
  - 第十八駆逐隊：霞、霰、陽炎、不知火

1942年7月14日　ミッドウェー海戦後の編制（第二艦隊所属）
- 神通（8月25日の第二次ソロモン海戦で損傷[126]、9月25日付で二水戦からのぞかれ呉鎮守府部隊に編入[127]）
- 五十鈴（神通損傷により9月25日付で二水戦に編入）
  - 第十五駆逐隊：黒潮、親潮、早潮
  - 第十八駆逐隊：霞、霰、陽炎、不知火
  - 第二十四駆逐隊：海風、山風[注 17]、江風、涼風

1943年4月1日　ガダルカナル島撤退後の編制（第二艦隊所属）
- 神通（同年1月16日、二水戦に復帰）
  - 第十五駆逐隊：黒潮、親潮、陽炎
  - 第二十四駆逐隊：海風、江風、涼風
  - 第三十一駆逐隊：長波、巻波、大波、清波

1943年9月1日　新型軽巡洋艦「能代」編入時の編制（第二艦隊所属）
- 能代
  - 第二十四駆逐隊：海風、涼風
  - 第二十七駆逐隊：有明､夕暮､白露､時雨
  - 第三十一駆逐隊：長波、巻波、大波、清波

1944年4月1日　戦時編制制度改定後の編制（第二艦隊所属）
- 能代
  - 第二十七駆逐隊：白露、時雨、五月雨、春雨
  - 第三十一駆逐隊：長波、沖波、岸波、朝霜
  - 第三十二駆逐隊：藤波、早波、玉波、浜波
  - 島風

島風は同型艦がないため、駆逐隊を組まず単独で所属していた。
1944年8月15日　マリアナ沖海戦後の編制（第二艦隊所属）
- 能代
  - 第二駆逐隊：清霜、秋霜、早霜
  - 第二十七駆逐隊：時雨、五月雨
  - 第三十一駆逐隊：長波、沖波、岸波、朝霜
  - 第三十二駆逐隊：藤波、玉波、浜波
  - 島風

1945年3月21日　菊水作戦直前の編制（第二艦隊所属）
- 矢矧
  - 第七駆逐隊：潮、響
  - 第十七駆逐隊：磯風、浜風、雪風
  - 第二十一駆逐隊：初霜、朝霜、霞
  - 第四十一駆逐隊：冬月、涼月

## 第三水雷戦隊
略称は三水戦。解隊と再編を幾度も繰り返している。太平洋戦争で活躍した第三水雷戦隊は、1940年（昭和15年）5月1日に第一艦隊隷下において再編された部隊である。新任の三水戦司令官は藤田類太郎少将、旗艦は軽巡洋艦川内であった。日米艦隊決戦における夜戦では、三水戦と第八戦隊（利根、筑摩）で第四夜戦隊を編成する。
太平洋戦争開戦時はひきつづき第一艦隊に所属し、司令官は橋本信太郎少将であった。緒戦は南方作戦に参加、馬来部隊（指揮官小沢治三郎南遣艦隊司令長官）としてマレー作戦や蘭印作戦に従事した。1942年（昭和17年）5月から6月のミッドウェー作戦では、連合艦隊司令部（旗艦大和）を含む主力部隊を護衛した。
8月からガダルカナル島の戦いに投入され、第三水雷戦隊司令官が外南洋部隊（指揮官三川軍一第八艦隊司令長官）増援部隊指揮官として、ガ島戦に参加した。
1943年（昭和18年）2月初旬のガ島撤収作戦成功後、橋本信太郎少将の後任に木村昌福少将が内定し、2月14日付で第三水雷戦隊司令官に補職された。ガ島撤収後の外南洋部隊増援部隊（指揮官／第三水雷戦隊司令官）は、川内、第8駆逐隊（大潮、荒潮）、第9駆逐隊（朝雲）、第10駆逐隊（秋雲、風雲、夕雲）、第11駆逐隊（白雪、初雪）、第16駆逐隊（雪風、時津風）、第19駆逐隊（浦波、磯波）、第22駆逐隊（皐月、文月、長月）、夕霧という戦力であった。
2月中旬にラバウルへ移動した木村少将（三水戦司令官）は軽巡川内に将旗を掲げるが、第八十一号作戦実施にあたり駆逐艦白雪を旗艦とした。3月3日のビスマルク海海戦で白雪は沈没し、木村少将は敷波に移乗した。木村少将は負傷して入院し、三水戦司令官に江戸兵太郎少将が補職された。まもなく秋山輝男少将が三水戦司令官に任命された。
4月1日、昭和十八年度帝国海軍戦時編制により第一艦隊から第一水雷戦隊と第三水雷戦隊が除かれ、第三水雷戦隊は南東（ソロモン海域）方面を担当する第八艦隊に編入された。また第四艦隊隷下の第二海上護衛隊に所属していた軽巡夕張が同部隊から除かれ、第三水雷戦隊に編入された。第八艦隊には軽巡洋艦龍田が所属していたが舵取機に深刻な故障を抱えており、同日付で新編された第十一水雷戦隊（訓練部隊）旗艦へ転出している。
引き続き三水戦に所属する川内も、修理と整備のため内地に帰投し、三水戦司令官は夕張を旗艦として作戦をおこなった。その後、秋月型駆逐艦新月がラバウルに進出して秋山少将の旗艦となるが、ニュージョージア島の戦いに伴うクラ湾夜戦で新月が沈没し、秋山少将は戦死、第三水雷戦隊司令部は全滅した。
新月沈没により三水戦司令部が全滅したため、伊集院松治大佐が第三水雷戦隊司令官に任命された。新司令官着任まで、重巡鳥海艦長有賀幸作大佐が増援部隊の指揮を執った。なお前述のように第三水雷戦隊には軽巡洋艦夕張が配備されていたが触雷の被害を受けており、伊集院司令官は内地での修理を終えてラバウルに戻ってきた軽巡川内に将旗を掲げて出撃した。また駆逐艦秋雲を臨時の旗艦として作戦に臨むこともあった（セ号作戦、第二次ベララベラ海戦など）。11月初頭のブーゲンビル島沖海戦で川内が沈没すると、三水戦司令部は駆逐艦五月雨と天霧を経由して、軽巡夕張に将旗を掲げた。
12月前半は所属艦を修理と休養にあてることになり、12月2日に三水戦司令部は将旗をラバウル陸上に移した。12月16日、三水戦司令官は伊集院少将から中川浩少将に代わった。
1944年（昭和19年）2月になると連合軍の空襲が激化し、三水戦司令官指揮下の駆逐艦は漸次ラバウルから撤退した。2月20日、駆逐艦夕月（夕張が内地帰投中のため、臨時の三水戦旗艦）と水無月は南東方面における最後の駆逐艦輸送をおこない、パラオにむかった。3月10日、三水戦と駆逐艦3隻（松風、秋風、夕凪）は中部太平洋方面艦隊（司令長官南雲忠一中将）に編入された。
4月28日、三水戦旗艦の夕張が潜水艦ブルーギルの雷撃で沈没し、三水戦司令部は駆逐艦夕月に救助されてサイパン島に移動した。日本海軍は、中部太平洋方面艦隊に所属する軽巡洋艦名取を第三水雷戦隊に編入した。名取は6月5日に呉を出発、ダバオ輸送を実施したあとパラオに移動する。この間にサイパン島の戦いがはじまって三水戦司令部はサイパン島から脱出できなくなり、7月8日のサイパン島陥落時に玉砕した。中部太平洋方面艦隊の消滅により、第三水雷戦隊は連合艦隊付属となる。連合艦隊は三水戦を対潜部隊として再建する意向であった。8月15日、三水戦司令官に再び江戸兵太郎少将が任命される。8月20日、三水戦残存部隊を中心に第三十一戦隊（旗艦五十鈴）が新編された。江戸少将（三水戦司令官）が第三十一戦隊司令官に補職されている。

### 編制
1940年5月1日　再編時の編制（第一艦隊所属）
- 川内[133]
  - 第十二駆逐隊：叢雲、東雲、白雲、薄雲
  - 第二十駆逐隊：天霧、朝霧、夕霧、狭霧

1940年11月15日　昭和十六年度艦隊編制（第一艦隊所属）
- 川内
  - 第十一駆逐隊：吹雪、白雪、初雪
  - 第十二駆逐隊：叢雲、白雲、東雲、薄雲[注 21]
  - 第十九駆逐隊：磯波、浦波、敷波、綾波
  - 第二十駆逐隊：天霧、朝霧、夕霧、狭霧

1941年12月10日　太平洋戦争開戦時の編制（第一艦隊所属）
- 川内
  - 第十一駆逐隊：吹雪、白雪、初雪
  - 第十二駆逐隊：叢雲、白雲、東雲[注 22]
  - 第十九駆逐隊：磯波、浦波、敷波、綾波
  - 第二十駆逐隊：天霧、朝霧、夕霧、狭霧[注 23]

1942年4月10日　セイロン沖海戦後の編制（第一艦隊所属）
- 川内
  - 第十一駆逐隊：吹雪、白雪、初雪、叢雲[183]
  - 第十九駆逐隊：磯波、浦波、敷波、綾波
  - 第二十駆逐隊[注 24]：天霧、朝霧、夕霧、白雲[183]

1943年4月1日　ガダルカナル島撤退後の編制（第八艦隊所属）
- 川内[注 25]
- 夕張[注 26]
  - 第十一駆逐隊[注 27]：初雪、天霧[186]、夕霧[186]
  - 第二十二駆逐隊[注 28]：皐月、水無月、文月、長月
  - 第三十駆逐隊[注 29]：三日月、望月、卯月

1944年4月1日　戦時編制制度改定後の編制（第八艦隊所属）
- 夕張
  - 第二十二駆逐隊：皐月、水無月
  - 第三十駆逐隊：卯月、夕月

1944年8月15日　マリアナ沖海戦後の編制（連合艦隊直属）
- 名取（8月18日、潜水艦ハードヘッドの雷撃で沈没）[195]
  - 第二十二駆逐隊：皐月、水無月、夕凪
  - 第三十駆逐隊：卯月、夕月、秋風

### 歴代司令官
- 岡田啓介少将：1915年（大正4年）4月1日～
- 吉嶋重太郎大佐：1915年（大正4年）・10月1日～　※司令官心得
- 吉嶋重太郎少将：1915年（大正4年）12月13日～
- 荒川仲吾少将：1916年（大正5年）12月1日～
- 田所広海少将：1917年（大正6年）2月7日～
- 小林研蔵大佐：1918年（大正7年）11月10日～　※司令官心得
- 小林研蔵少将：1919年（大正8年）6月1日～
- 桑島省三少将：1919年（大正8年）12月1日～
- 大谷幸四郎少将：1920年（大正9年）12月1日～1921年（大正10年）12月1日　※一時解隊
- 近藤英次郎少将：1937年（昭和12年）7月28日[196] ～ 1937年（昭和12年）12月1日[197]　※一時解隊
- 藤田類太郎少将：1940年（昭和15年）5月1日[132] ～ 1941年（昭和16年）9月1日[134]
- 橋本信太郎少将：1941年（昭和16年）9月1日[134] ～ 1943年（昭和18年）2月14日[143]
- 木村昌福少将：1943年（昭和18年）2月14日[143] ～　1943年（昭和18年）3月6日[149]　※ビスマルク海海戦での戦傷により交代
- 江戸兵太郎少将：1943年（昭和18年）3月6日[149] ～ 1943年（昭和18年）3月23日[150]
- 秋山輝男少将：1943年（昭和18年）3月23日[150] ～　※昭和18年7月6日クラ湾夜戦にて旗艦新月が沈没、戦死[156]
- 伊集院松治大佐/少将[159]：1943年（昭和18年）7月7日[160] ～ 1943年（昭和18年）12月16日[172]
- 中川浩少将：1943年（昭和18年）[注 30]12月16日[172] ～ 1944年（昭和19年）7月8日　※サイパン島の戦いにて戦死、海軍中将へ昇進[199]
- 江戸兵太郎少将：1944年（昭和19年）[注 31]8月15日[180] ～ 1944年（昭和19年）8月20日[181]

※解隊、残余艦艇は第三十一戦隊へ改編（江戸少将も第三十一戦隊司令官となる）

## 第四水雷戦隊
元々は潜水艦の増強により潜水艦部隊の編制が計画された際に、それまでの3個水雷戦隊に次いで大正五年度から第三艦隊隷下に組織された戦隊で、潜水母艦韓崎と駒橋、および2個潜水艇隊で編制された。この頃は新兵器である潜水艇（潜水艦）をどう運用するか試行錯誤していた時代であり、潜水艇も「潜航できる水雷艇」という認識で水雷戦隊として編成した。その後1919年（大正8年）4月1日に「潜水艇」を「潜水艦」へ、「潜水艇隊」を「潜水隊」へ、それぞれ名称変更をおこなう。同時に四水戦も第一潜水戦隊へ改称した。この制度変更にともない、第四水雷戦隊は解隊された。
1933年（昭和8年）以来、日本海軍は海軍大演習のたびに仮想敵（赤軍）として第四艦隊を編成した。この第四艦隊に臨時編成の第三水雷戦隊と第四水雷戦隊が含まれていた。1935年（昭和10年）9月26日の第四艦隊事件では、四水戦（旗艦「那珂」）として行動していた駆逐艦初雪と夕霧の船体切断という被害を受けた。
1937年（昭和12年）7月28日、日本海軍は第九戦隊（妙高、多摩）、第三水雷戦隊（軽巡北上、第23駆逐隊、第1水雷隊、第21水雷隊）、第四水雷戦隊（軽巡木曾、第6駆逐隊、第10駆逐隊、第11駆逐隊）を新編した。四水戦の旗艦は軽巡洋艦木曾であった（司令官細萱戊子郎少将、参謀森下信衛中佐ほか）。四水戦は第二艦隊麾下に編制され、その後は第三艦隊(四代目)、第四艦隊(二代目)に所属した。1938年（昭和13年）4月19日に解隊された。
1939年（昭和14年）11月15日に第二艦隊の隷下において再編され、新任司令官には栗田健男少将が任命された。旗艦は軽巡那珂であった。日米艦隊決戦では、四水戦と第七戦隊（熊野、鈴谷、三隈、最上）で第二夜戦隊を編成する。
太平洋戦争開戦時は引き続き第二艦隊に所属していた。四水戦司令官は西村祥治少将であった。緒戦では南方作戦に参加、比島部隊/蘭印部隊として戦果をあげるが、1942年（昭和17年）3月末のクリスマス島の戦いで旗艦の軽巡那珂が大破し、旗艦は軽巡由良となった。
ミッドウェー作戦の四水戦は、大部分が攻略部隊本隊（指揮官近藤信竹第二艦隊司令長官）として行動し、第4駆逐隊は南雲機動部隊の警戒隊（指揮官木村進第十戦隊司令官）として空母の直衛となった。4月10日付で四水戦に編入されていた第8駆逐隊は第七戦隊司令官栗田健男中将を指揮官とする支援隊に編入され、最上型重巡洋艦を護衛した。ミッドウェー海戦後、四水戦司令官は西村少将から高間完少将に代わった。
ガ島戦従事中の同年10月中旬以降、四水戦司令官は幾度か秋月型駆逐艦秋月を旗艦として作戦に臨んだ。10月下旬、ヘンダーソン飛行場に対する日本陸軍の総攻撃に呼応にしたガ島支援作戦において、空襲を受けた由良が沈没する。同時に旗艦秋月も損傷したため、四水戦司令官は駆逐艦村雨を経て駆逐艦朝雲に将旗を掲げた（南太平洋海戦）。同時期には天龍型軽巡洋艦も一時的に増援部隊に編入されており、11月7日から9日かけて軽巡天龍が臨時の四水戦旗艦となっている。第三次ソロモン海戦時の四水戦旗艦は朝雲であった。
新鋭軽巡阿賀野の第十戦隊編入にともない、従来の第十戦隊旗艦長良が11月20日付で四水戦に編入され、同水戦旗艦を務めた（11月下旬から翌年1月下旬まで、舞鶴で修理）。1943年（昭和18年）7月20日、四水戦は第二水雷戦隊を再編するため解隊され、四水戦司令部は二水戦司令部に改編された。

### 編制
1915年（大正4年）新編時
- 韓崎、駒橋
  - 第二潜水艇隊：第八潜水艇、第九潜水艇、第十五潜水艇、第十六潜水艇、第十七潜水艇
  - 第三潜水艇隊：第十潜水艇、第十一潜水艇、第十二潜水艇

1937年7月28日　再編時（第二艦隊所属）
- 木曾[236]
  - 第六駆逐隊：雷、電、響
  - 第十駆逐隊：暁、狭霧、漣
  - 第十一駆逐隊：初雪、白雪、吹雪

1939年11月15日　再編時の編制（第二艦隊所属）
- 那珂[90]
  - 第六駆逐隊：雷、電、響、暁
  - 第七駆逐隊：曙、朧、潮[237]、漣[238]

1940年11月15日　昭和十六年度艦隊編制（第二艦隊所属）
- 那珂
  - 第二駆逐隊：村雨、夕立、春雨、五月雨
  - 第九駆逐隊：朝雲、山雲、夏雲、峯雲
  - 第二十四駆逐隊：海風、山風、江風、涼風

1941年12月10日　太平洋戦争開戦時の編制（第二艦隊所属）
- 那珂
  - 第二駆逐隊：村雨、夕立、春雨、五月雨
  - 第四駆逐隊：嵐、萩風、野分、舞風
  - 第九駆逐隊：朝雲、山雲、夏雲、峯雲
  - 第二十四駆逐隊：海風、山風、江風、涼風

1942年4月10日　セイロン沖海戦後の編制（第二艦隊所属）
- 那珂[注 34]
- 由良（5月9日付で四水戦に編入され、5月20日より四水戦旗艦となる[215]）
  - 第二駆逐隊：村雨、夕立、春雨、五月雨
  - 第四駆逐隊：嵐、萩風、野分、舞風
  - 第八駆逐隊[240]：朝潮、荒潮、大潮、満潮[注 35]
  - 第九駆逐隊：朝雲、夏雲、峯雲、山雲[注 36]

1942年7月14日　ミッドウェー海戦後の編制（第二艦隊所属）
- 由良
- 長良（由良沈没後、11月20日付で編入）[234]
  - 第二駆逐隊：村雨、夕立、春雨、五月雨
  - 第九駆逐隊：朝雲、夏雲、峯雲
  - 第二十七駆逐隊：有明、夕暮、白露、時雨

1943年4月1日　ガダルカナル島撤退後の編制（第二艦隊所属）
- 長良
  - 第二駆逐隊：春雨、五月雨
  - 第二十七駆逐隊：有明、夕暮、白露、時雨

### 歴代司令官
- 岩村俊武少将：1915年（大正4年）6月30日～
- 松岡修蔵少将：1915年（大正4年）12月13日～
- 岡野富士松少将：1917年（大正6年）4月1日～
- 菅野勇七少将：1917年（大正6年）12月1日 ～ 1919年（大正8年）4月1日　※第一潜水戦隊に改称したことで解隊[204]
- 細萱戊子郎少将：1937年（昭和12年）7月28日[196] ～ 1938年（昭和13年）4月19日[211]　※解隊
- 栗田健男少将：1939年（昭和14年）11月25日[111] ～ 1940年（昭和15年）11月1日[213]
- 西村祥治少将：1940年（昭和15年）11月1日[213] ～ 1942年（昭和17年）6月20日[223]
- 高間完少将：1942年（昭和17年）6月20日[223] ～ 1943年（昭和18年）7月20日[119]　※解隊され、二水戦に再編。

## 第五水雷戦隊
国際連盟脱退後の1933年（昭和8年）5月20日に施行された艦隊平時編制の標準では、連合艦隊の常設、航空戦隊の正式編入、第一・第二遣外艦隊の廃止が盛り込まれた。第十戦隊・第十一戦隊・第五水雷戦隊により第三艦隊が編制されたが、第五水雷戦隊は編成されなかった。
実際の第五水雷戦隊は1934年（昭和9年）11月15日付で編制され、中国大陸沿岸部で活動した。
1939年（昭和14年）11月25日付で解隊され、当時の五水戦司令官河瀬四郎少将は将旗を軽巡洋艦長良より撤去する。河瀬少将は第一水雷戦隊司令官へ転任した。
太平洋戦争緒戦で活躍した第五水雷戦隊は1940年（昭和15年）11月15日に新編され（司令官原顕三郎少将）、軽巡洋艦名取と、旧式駆逐艦（睦月型、神風型）で編制された。当初は連合艦隊直属部隊で、1941年（昭和16年）4月10日に第三艦隊が新編されると、同艦隊に編入された。7月下旬から第二遣支艦隊の指揮下で南部仏印進駐（ふ号作戦）に従事した。
太平洋戦争緒戦では第二艦隊・第三艦隊各部隊と共に南方部隊（指揮官近藤信竹第二艦隊司令長官）に所属し、南方作戦にともなう菲島作戦や蘭印作戦に従事した。バタビア沖海戦では夜戦で勝利をおさめた。初期戦略目標の攻略達成に伴い、第五水雷戦隊は1942年（昭和17年）3月10日付で解隊され、原少将は第十六戦隊司令官に任命された。
4月10日、日本海軍は第三艦隊と南遣艦隊を再編する形で南西方面艦隊を新編した。五水戦に所属していた第22駆逐隊は4月10日に新編された第一海上護衛隊に編入され、また第5駆逐隊も南西方面での海上護衛任務に従事した。

### 編制
1937年（昭和12年）4月1日　支那事変当時（第三艦隊所属）
- 夕張
  - 第五駆逐隊：朝風、春風、松風、旗風
  - 第十三駆逐隊：早苗、呉竹、若竹
  - 第十六駆逐隊：刈萱、芙蓉、夕顔、朝顔

1940年11月15日（再編）～ 1941年12月10日（太平洋戦争開戦時）の編制（第三艦隊所属）
- 名取
  - 第五駆逐隊：朝風、春風、松風、旗風
  - 第二十二駆逐隊：皐月、水無月、文月、長月

### 歴代旗艦
- 龍田：1934年（昭和9年）11月15日 - 1935年（昭和10年）11月15日[263]
- 夕張：1935年（昭和10年）11月15日[263] - 1937年（昭和12年）12月7日[264][265]
  - 砲艦嵯峨：1937年（昭和12年）1月14日[266] - 同年1月18日[267]
- 長良：1937年（昭和12年）12月7日[265] - 1939年（昭和14年）11月25日[238]　※解隊
  - 駆逐艦三日月：1938年（昭和13年）1月5日[268]
  - 駆逐艦刈萱：1938年（昭和13年）10月29日[269] - 同年11月3日[270]
  - 駆逐艦朝顔：1938年（昭和13年）11月22日[271] - 同年11月28日[272]
- 名取：1940年（昭和15年）11月15日 - 1942年（昭和17年）3月10日[255]　※解隊
  - 駆逐艦水無月：1942年（昭和16年）5月26日[273]

### 歴代司令官
- 下村正助少将：1934年（昭和9年）11月15日[274] ～ 1935年（昭和10年）11月15日[80]
- 細萱戊子郎少将：1935年（昭和10年）11月15日[80] ～ 1936年（昭和11年）12月1日[109]
- 大熊政吉少将：1936年（昭和11年）12月1日[109] ～ 1937年（昭和12年）12月1日[197]
- 後藤英次少将：1937年（昭和12年）12月1日[197] ～ 1938年（昭和13年）11月15日[110]
- 河瀬四郎少将：1938年（昭和13年）11月15日[110] ～ 1939年（昭和14年）11月25日[111]　※解隊
- 原顯三郎少将：1940年（昭和15年）11月15日[248] ～ 1942年（昭和17年）3月10日[256]　※解隊

## 第六水雷戦隊
略称は六水戦。先代の六水戦は、1935年（昭和10年）11月15日付で解隊された。
1940年（昭和15年）11月15日、内南洋防衛を担当する第四艦隊(三代目)隷下において再編された。六水戦司令官は阿部弘毅少将。軽巡夕張と旧式駆逐艦（睦月型、神風型）で編制された。新編以来弱小部隊だった第四艦隊は、ようやく水雷戦隊を保有することができた。
太平洋戦争開戦直前、第二航空戦隊所属の第23駆逐隊（菊月、卯月、夕月）と第五航空戦隊所属の駆逐艦朧は南洋部隊（指揮官井上成美第四艦隊司令長官、旗艦「鹿島」）に編入され、六水戦を含む南洋部隊と行動を共にした。六水戦（司令官梶岡定道少将）は初戦のウェーク島攻略戦で疾風（第29駆逐隊）と如月（第30駆逐隊）を喪失する。その後も、六水戦は南洋部隊としてラバウル攻略戦、ラエ・サラモア攻略作戦（ラエ・サラモアへの空襲）などに従事した。
1942年（昭和17年）4月10日の戦時編制改訂にともない、第23駆逐隊が制式に第六水雷戦隊に編入される。だが珊瑚海海戦で菊月が失われ、第23駆逐隊は5月25日付で解隊された（夕月は第29駆逐隊へ、卯月は第30駆逐隊に編入）。6月からはパプアニューギニア方面の輸送作戦や、ガダルカナル島飛行場建設任務に従事する。
同作戦実施中の7月10日付で六水戦は解隊され、夕張・第29駆逐隊・第30駆逐隊は第四艦隊隷下の第二海上護衛隊。に編入された。このうち第30駆逐隊（睦月、弥生、望月、卯月）は7月14日に新編された第八艦隊に転籍した。

### 編制
1940年11月15日（再編） ～ 1941年12月10日（太平洋戦争開戦時）の編制（第四艦隊所属）
- 夕張
  - 第二十九駆逐隊：追風、疾風（翌年1月15日付で削除）[182]、朝凪、夕凪
  - 第三十駆逐隊：睦月、如月（翌年1月15日付で削除）[182]、弥生、望月

1942年4月10日　セイロン沖海戦後の編制（第四艦隊所属）
- 夕張
  - 第二十三駆逐隊：菊月、夕月、卯月
  - 第二十九駆逐隊：追風、朝凪、夕凪
  - 第三十駆逐隊：睦月、弥生、望月

1942年5月25日　菊月沈没にともない第23駆逐隊解隊後の編制（第四艦隊所属）
- 夕張
  - 第二十九駆逐隊：追風、朝凪、夕凪、夕月[286]
  - 第三十駆逐隊：睦月、弥生、望月、卯月[286]

### 歴代司令官
- 阿部弘毅少将：1940年（昭和15年）11月15日[248] ～ 1941年（昭和16年）7月21日[278]
- 梶岡定道少将：1941年（昭和16年）7月21日[278] ～ 1942年（昭和17年）7月10日[294]

## 第十一水雷戦隊
略称は十一水戦。練成部隊として1943年（昭和18年）4月1日に編制された。旗艦は軽巡洋艦龍田であった。夕雲型駆逐艦では玉波以降、秋月型では新月や若月以降、松型では松以降の各艦および島風型駆逐艦島風が竣工後に編入され、練成を行った。また駆逐艦霞や春雨など、長期修理を終えた艦艇の練成もおこなった。ミッドウェー海戦からガ島撤退直前まで第十戦隊司令官を務めた木村進少将が、十一水戦司令官に任命された。その後、木村少将は大杉守一少将の後任として12月3日付で第十戦隊司令官に任命され、十一水戦は司令官空席となった。
12月15日付で第二水雷戦隊司令官の高間完少将が十一水戦司令官に補職された（後任の二水戦司令官は、早川幹夫少将）。
十一水戦は訓練を主任務とするが、輸送任務にも投入された。1943年（昭和18年）9月末からは日本陸軍の南方輸送作戦「丁号輸送」任務に従事する。1944年（昭和19年）3月には松輸送に従事し、この東松二号船団を護衛中に龍田が撃沈された。
つづいて舞鶴海軍工廠での修理を終えた軽巡洋艦長良が、5月15日付で十一水戦に編入された。戦局の逼迫にともない、十一水戦はサイパン島逆上陸作戦（実施直前に中止）、小笠原諸島方面輸送作戦（伊号作戦輸送）と沖縄方面輸送作戦（呂号作戦輸送）を実施する。一連の作戦終了後の8月7日に長良が潜水艦クローカーに撃沈され、第十一水雷戦隊司令官は駆逐艦桑を経由して軽巡洋艦多摩に将旗を掲げた。
捷一号作戦において小沢機動部隊（指揮官小沢治三郎第三艦隊司令長官）の水上兵力が不足したため、第三十一戦隊と十一水戦は臨時に機動部隊に編入された。10月18日、十一水戦司令官は旗艦を多摩から駆逐艦檜に変更した。多摩と駆逐艦杉は小沢機動部隊としてレイテ沖海戦（エンガノ岬沖海戦）に参加。多摩は空襲で損傷し単艦で避退中の10月25日、潜水艦ジャラオの雷撃で沈没した。12月上旬より阿賀野型軽巡酒匂を旗艦としたが、燃料不足のため満足な訓練もできなかった。
1945年（昭和20年）4月1日、第二艦隊に編入される。直後の坊ノ岬沖海戦で第二艦隊は主戦力を喪失する。4月20日の第二艦隊と第二水雷戦隊の解隊により、十一水戦と第三十一戦隊は連合艦隊付属となった。5月下旬には日本海に回航され、舞鶴周辺で待機した。また第十一水雷戦隊と第三十一戦隊の艦艇で5月20日付で海上挺進部隊部隊が編成され、軽巡北上や駆逐艦に人間魚雷回天が搭載された。7月15日、十一水戦は解隊された。

### 編制
1943年4月1日　新編時の編制（第一艦隊所属）
- 龍田
  - 第六駆逐隊：雷、電、響　※暁は1942年11月13日に第三次ソロモン海戦で戦没、同年12月15日付で六駆より除かれた[319]。
  - 新月、玉波　※玉波は戦隊編制時未竣工であり、竣工した1943年4月30日に正式編入された。

1943年9月30日　丁三号輸送部隊（日本陸軍甲支隊輸送任務）
- 山城（指揮官木村進第十一水雷戦隊司令官）
  - 伊勢（航空戦艦）
  - 龍田
  - 第三十二駆逐隊[注 44]：早波、藤波、涼波

1944年4月1日　戦時編制制度改定後の編制（連合艦隊直属）
- 龍田（東松二号船団旗艦として行動中の3月13日[305]、潜水艦の雷撃で沈没）[296]
- 長良（5月15日付で十一水戦に編入）[66]
  - 第六駆逐隊：雷、電、響
  - 早霜、秋霜、霜月

1944年7月中旬　呂号作戦輸送（南西諸島方面への日本陸軍第28師団兵力輸送作戦）
- 指揮官：第十一水雷戦隊司令官高間完少将
  - 往路（北九州門司～沖縄本島中城湾）：長良、摩耶、鹿島、冬月、清霜、竹、朝雲、浦風
  - 第一輸送隊（中城湾～内海西部）：長良、鹿島、冬月、清霜、竹
  - 第二輸送隊（中城湾～宮古島～マニラ）：摩耶、朝雲、浦風
  - 第三輸送隊（中城湾～南大東島～中城湾）：冬月、清霜、竹

1944年8月15日　マリアナ沖海戦後の編制（連合艦隊直属）
- 長良（第二航空艦隊の南西諸島方面作戦輸送後の8月7日[323]、潜水艦の雷撃で沈没）[324]
- 多摩[309]（8月30日より第十一水雷戦隊旗艦となるが、小沢機動部隊に編入されてレイテ沖海戦に参加する[295]。潜水艦の雷撃で沈没）[325]
  - 第四十三駆逐隊：松（8月4日、スカベンジャー作戦で沈没）、竹、梅、桃、桑、槇、桐

1945年3月1日　菊水作戦直前の編制（連合艦隊直属）
- 酒匂
  - 花月、宵月、桜、楢、椿、欅、柳、橘、楡、蔦

1945年6月1日　最終時の編制（連合艦隊直属）
- 酒匂
  - 第五十三駆逐隊：桜、楢、椿、柳、橘、欅
  - 柿、菫、榎、楠、雄竹、初桜、樺

### 歴代司令官
- 木村進少将：1943年（昭和18年）4月1日[298] ～ 1943年（昭和18年）12月3日付で第十戦隊司令官[299]
- 高間完少将：1943年（昭和18年）12月15日[300] ～ 1945年（昭和20年）7月1日[326]
- 松本毅少将：1945年（昭和20年）7月1日[326]　～　1945年（昭和20年）7月15日[327]　※解隊